# Mannenmarathon van Tokio 1985
De Mannenmarathon van Tokio 1985 werd gelopen op zondag 10 februari 1985. Het was de zesde editie van de Tokyo International Marathon. Aan deze wedstrijd mochten alleen mannelijke elitelopers deelnemen. De Japanner Shigeru So kwam als eerste over de streep in 2:10.32.

## Uitslagen
| rang   | naam                | land | tijd    |
| ------ | ------------------- | ---- | ------- |
| Goud   | Shigeru So          | JPN  | 2:10.32 |
| Zilver | Kebede Balcha       | ETH  | 2:12.01 |
| Brons  | Hisatoshi Shintaku  | JPN  | 2:12.23 |
| 4      | Abebe Mekonnen      | ETH  | 2:12.39 |
| 5      | Dereje Nedi         | ETH  | 2:12.48 |
| 6      | Valentin Starikov   | URS  | 2:13.29 |
| 7      | Grenville Wood      | AUS  | 2:13.40 |
| 8      | Pyotr Saltykov      | URS  | 2:13.51 |
| 9      | Kaneo Hikima        | JPN  | 2:13.59 |
| 10     | Yuri Starikov       | URS  | 2:16.52 |
| 11     | Hiroshi Munakata    | JPN  | 2:18.48 |
| 12     | Hiroki Okuma        | JPN  | 2:19.06 |
| 13     | Katsumi Sakai       | JPN  | 2:19.27 |
| 14     | Hiroshi Sunaga      | JPN  | 2:19.47 |
| 15     | Tetsuji Iwase       | JPN  | 2:20.05 |
| 16     | Koichi Takahashi    | JPN  | 2:20.15 |
| 17     | Hiroshi Sakanashi   | JPN  | 2:20.27 |
| 18     | Kazufumi Mitsuhashi | JPN  | 2:21.07 |
| 19     | Gary Fanelli        | USA  | 2:21.31 |
| 20     | Toru Kozasu         | JPN  | 2:21.31 |

Tokyo International Marathon (alleen mannen)

1981 · 1982 · 1983 · 1984 · 1985 · 1986 · 1987 · 1988 · 1989 · 1990 · 1991 · 1992 · 1993 · 1994 · 1995 · 1996 · 1997 · 1998 · 1999 · 2000 · 2001 · 2002 · 2003 · 2004 · 2005 · 2006

Tokyo International Women's Marathon (alleen vrouwen)

1979 · 1980 · 1981 · 1982 · 1983 · 1984 · 1985 · 1986 · 1987 · 1988 · 1989 · 1990 · 1991 · 1992 · 1993 · 1994 · 1995 · 1996 · 1997 · 1998 · 1999 · 2000 · 2001 · 2002 · 2003 · 2004 · 2005 · 2006 · 2007 · 2008

Tokyo Marathon (beide)

2007 · 2008 · 2009 · 2010 · 2011 · 2012 · 2013 · 2014 · 2015 · 2016 · 2017 · 2018 · 2019 · 2020 · 2021 · 2022 · 2023 · 2024